# Liao-Dynastie

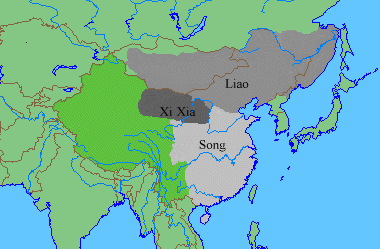
Gebiet der Liao-Dynastie und Nachbarreiche

Die Liao-Dynastie (chinesisch 遼朝 / 辽朝, Pinyin Liáocháo) war eine Dynastie und ein Reich im Norden des heutigen Chinas von 916 bis 1125. Das Herrscherhaus und ein Teil der Untertanen waren Angehörige des (proto-)mongolischen Volks der Kitan. Der Dynastie- und Reichsgründer war Abaoji († 926). 1125 wurde das Liao-Reich vom unter der Herrschaft der Jin-Dynastie stehenden Volk der Jurchen erobert.

## Geschichte

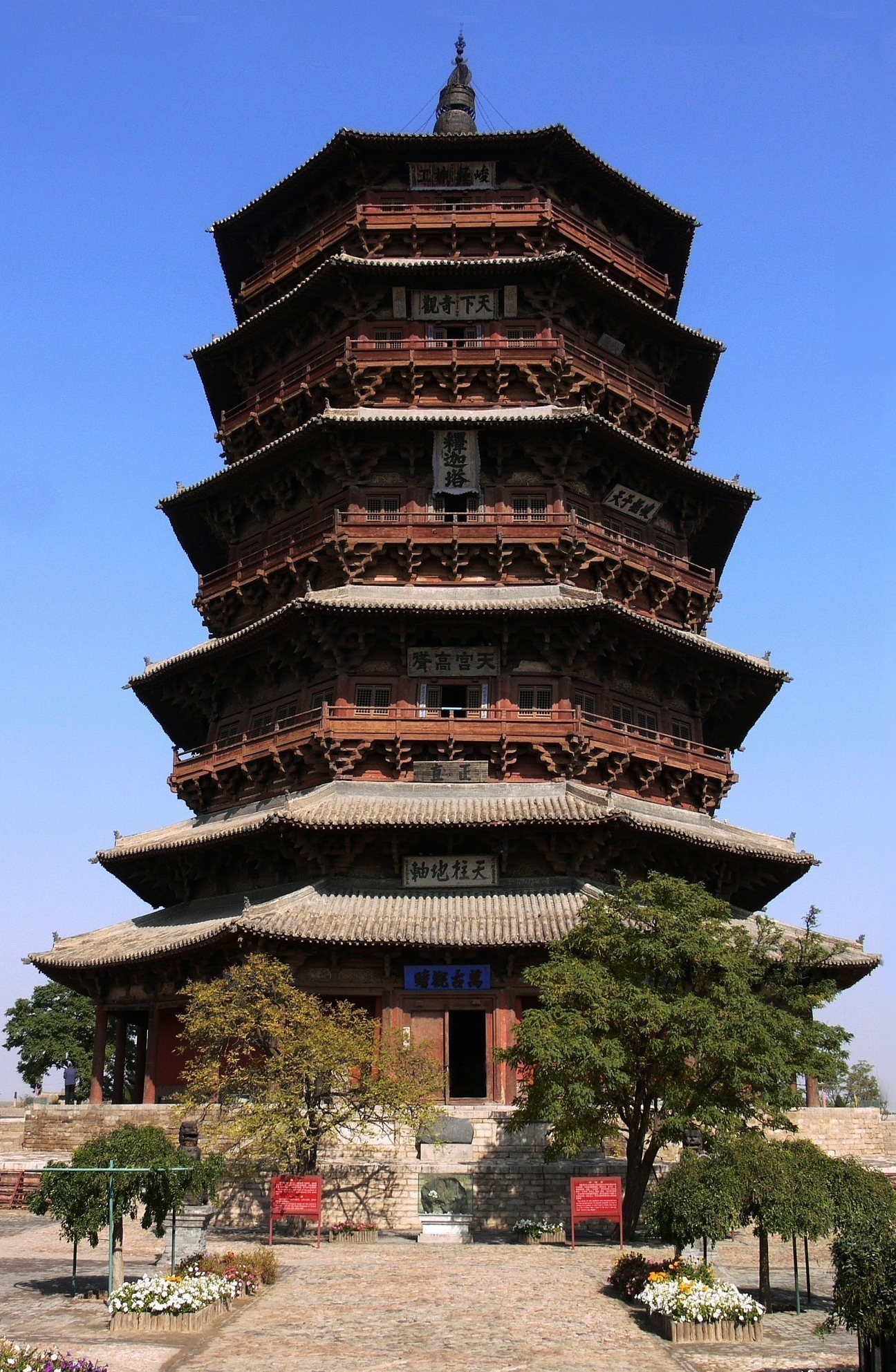
Sakyamuni-Pagode des Buddhapalast-Tempels, Liao-Dynastie, 1056 n. Chr.

### Gründung, Expansion und Konsolidierung des Liao-Reichs
Nach dem Ende der Tang-Dynastie herrschte in Nordchina in der Zeit der Fünf Dynastien und Zehn Reiche ein Machtvakuum. Abaoji konnte sich kurz nach 900 zum Anführer des ganzen Kitan-Volks machen, gründete 907 seine eigene Dynastie, nahm den Kaiser-Titel an und legte sich 916 nach chinesischem Vorbild eine Regierungsdevise zu. Damals herrschte er über die Ost-Mongolei und einen Teil der Mandschurei. Er zog 924 nach Westen zur Unterwerfung der Tanguten und Tuyuhun in Gansu und Qinghai. 926 unterjochten die Kitan das Reich Balhae, Abaoji nahm viele Anleihen beim chinesischen Kaisertum; so führte er etwa das chinesische Hofzeremoniell ein.
Abaojis Sohn Deguang (926–947) mischte sich 936 in die inneren Auseinandersetzungen der Han-Chinesen ein, setzte den General Shi Jingtang 石敬瑭 († 942) als Kaiser ein und beanspruchte „als Dank“ große Teile des Landes (Spätere Jin-Dynastie, Hòu Jìn 後晉: 936–947). So kam er 938 in den Besitz der 16 Präfekturen, einer historischen Region in Nordchina. Die Kitan machten nun Peking zu einer ihrer Hauptstädte. Es war erstmalig in der chinesischen Geschichte, dass Peking die Funktion einer Hauptstadt zukam. 944 fielen die Kitan in Shanxi und Hebei ein. Shi Jingtangs Neffe und Nachfolger versuchte sich unter dem Einfluss eines Ministers von Deguangs Vormundschaft zu befreien, wurde aber 946 geschlagen. Die Kitan besetzten seine Hauptstadt Kaifeng (das damals „Bianjing“ hieß) und brachten ihn nach Nordostchina. Sie nahmen nun den Dynastienamen Liao (nach dem Hauptfluss in ihrer ursprünglichen Heimat) an. In Kaifeng plünderten sie Archive, Stelen mit klassischen Texten, Wasseruhren und Musikinstrumente. Deguang versäumte es, diese Plünderungen unter Kontrolle zu bringen und Verwalter zu ernennen, so dass ihn ein Aufstand zur Umkehr zwang. Auf der Rückkehr starb er, während die Han-Chinesen einen neuen Kaiser proklamierten (947). Dieser gründete in Kaifeng die kurzlebige Spätere Han-Dynastie (Hòu Hàn 後漢: 947–950), der die Spätere Zhou-Dynastie (Hòu Zhōu 後周: 951–960) folgte.
960 entstand den Kitan in der Song-Dynastie ein gefährlicher Gegner, der wie einige seiner Vorgänger ebenfalls seine Hauptstadt in Kaifeng hatte. Zunächst bestanden zwischen den Song und Kitan relativ friedliche Beziehungen, bis während der Regierung des Song-Kaisers Taizong Streitigkeiten zwischen den beiden Reichen ausbrachen. Die Song-Dynastie versuchte 979 Nordchina zurückzuerobern, konnte aber den Kitan-General Yelü Xiuge (耶律休哥,  Yēlǜ Xiūgē) vor Peking nicht besiegen. Auch 986 blieb Yelü Xiuge siegreich; die Song erlitten eine desaströse Niederlage und die Kitan dehnten ihr Reich nach Nordosten tiefer in die Mandschurei hinein aus. Insgesamt konnten sie aber die Grenzen zum Song-Reich nicht wesentlich zu ihren Gunsten verschieben.
An der Wende vom 10. zum 11. Jahrhundert erlangten die Kitan ihre machtvollste Stellung. 990 unterjochten sie die Jurchen. Kaiser Yelü Longxu (regierte 982-1031) wandte sich Korea zu, und nach einigen Feldzügen gegen das dort gelegene Königreich Goryeo musste dieses 994 in ein Vasallenverhältnis zum Liao-Reich treten. 997 erreichten die Kitan auch die Unterwerfung der westmongolischen Tanguten. In den ersten Jahren des 11. Jahrhunderts drangen sie bis zum Gelben Fluss vor. Schließlich griff der Liao-Kaiser Yelü Longxu persönlich Kaifeng an und zwang die Song-Dynastie 1004 zum Tributfrieden von Shanyuan, der ein Jahrhundert lang Bestand hatte. Der Originaltext des Vertrags blieb erhalten. Die Song mussten ab nun jährlich 100.000 Silberunzen an die Kitan zahlen und ihnen 200.000 Ballen Seide liefern. Die Herrscher der beiden Reiche erkannten einander als Kaiser an und konstruierten eine fiktive Verwandtschaft als „Brüder“, wobei der Song-Kaiser als der „ältere Bruder“ galt. 1010–1011 und 1017–1018 machten die Kitan verheerende Einfälle in das abtrünnige Korea, das sich ihnen 1020 erneut unterwerfen musste. 1022 erschütterte ein starkes Erdbeben das Liao-Reich. Weil die Kitan 1042 der Song-Dynastie Militärhilfe gegen die Tanguten leisteten, wurde der den Song abverlangte Tribut fast verdoppelt. 1050 besiegte das Liao-Reich die von den Tanguten gegründete Westliche Xia-Dynastie, die 1054 zu einem jährlichen Tribut an Pferden und Kamelen verpflichtet wurde.

### Ausdehnung, Verwaltung, Gesellschaft, Kultur und Wirtschaft
Zur Zeit seiner größten Ausdehnung erstreckte sich das Liao-Reich über den Großteil der Ost-Mongolei und Mandschurei sowie ein Stück von Nord-Shanxi und das Gebiet um Peking. Darüber hinaus mussten die in der Nordmandschurei siedelnden Jurchen, die Tanguten des Ordos-Gebiets, Korea und die chinesische Song-Dynastie die Oberhoheit der Kitan anerkennen. Diplomatische Beziehungen unterhielten die Kitan u. a. mit Japan; die Abbasiden-Dynastie von Bagdad ließ 1021 durch eine Gesandtschaft um eine Kitan-Prinzessin als Braut für ihren Herrscher werben.
Die Verwaltung des Liao-Reichs wies sowohl steppennomadische als auch stammesaristokratische Züge auf, daneben Bausteine des chinesischen Beamtenstaates. Kriegerisch waren die Kitan vor allem wegen ihrer Reiterei stark, weshalb ihre Angehörigen vor allem für diesen Teil der Armee eingesetzt wurden. Diese Kavallerie war in einzelne ordos (Kampfeinheiten) unterteilt. Für die Infanterie verwendeten die Kitan dagegen Chinesen und Mitglieder anderer von ihnen besiegter Völker als Soldaten. Je nach Jahreszeit residierte der Herrscher in einer anderen Metropole, von denen es insgesamt fünf gab. Diese Hauptstädte glichen anfangs noch Zeltsiedlungen; erst nach und nach wurden dort feste Häuser und Umfassungsmauern errichtet. Die Kitan folgten dem chinesischen Vorbild, als sie jeder ihrer Hauptstädte einen eigenen Präfekturen und Kreise umfassenden Bezirk zuwiesen.
Administrativ waren die Einwohner des Liao-Staats in die Gruppe der viehzüchtenden Kitan-Hirtennomaden und jene der sesshaften, Ackerbau treibenden chinesischen Bevölkerung unterteilt. Das erstere, für das Volk der Kitan selbst bestimmte Verwaltungssystem orientierte sich an ihrem Stammesrecht und Steppenleben; die zweitere, parallel existierende Administration für die sesshaften Untertanen war am alten System der Tang-Dynastie ausgerichtet. Die als Nomaden lebenden Kitan zerfielen wiederum in mehrere Stämme, an deren Spitze jeweils ein Häuptling stand. Die Oberherrschaft übte stets der Stamm der Jelü aus. Diesem gehörte der Reichsgründer Abaoji an, der die Führungsrolle seines Stamms durch Einführung der Erbmonarchie sicherte. Die von den Kitan gestellten Krieger bildeten eine eigene Klasse. Der soziale Status der chinesischen Untertanen reichte von Freien, die als Beamte im Staatsdienst arbeiteten, über teilweise Freie bis zu Leibeigenen. Als die Kitan ihr Reich durch die oben beschriebenen Feldzüge stark erweitert hatten, machten sie nur eine Minderheit der Gesamtbevölkerung aus.
Relativ frühzeitig wurden die Kitan stark sinisiert. Kurz nach 920 schufen sie ihr eigenes Schriftsystem, die bislang noch kaum entzifferten Kitan-Schriften. Ihre Herrscher schätzten die Philosophie des Konfuzius und förderten auch den chinesischen Buddhismus. Ihre Kultur nahm allmählich immer mehr Züge der chinesischen in sich auf. Sie entwickelten sich selbst zu einer Hochkultur und hinterließen Denkmäler ihrer kunstvollen Architektur wie die 67 m hohe, hölzerne Pagode bei Datong. In den Innenräumen mancher ihrer großartigen Holz- und Ziegelbauten fanden sich kostbare Schriften und Reliquien. In den Kaisergräbern der Kitan wurden bei archäologischen Ausgrabungen goldene Totenmasken, Kronen, goldene Gürtelschnallen, Jade-Schmuck und große Wandmalereien entdeckt.
Zu den Wirtschaftszweigen des Liao-Reichs gehörten vor allem Ackerbau sowie Pferde- und Schafzucht. Die wichtigste Getreidesorte war Hirse. Die Kitan besaßen auch ein staatliches Salz-Monopol. Ferner gab es Eisengießereien und Webereien. Die von der Song-Dynastie ab 1004 jährlich als Tribut gelieferten hunderttausenden Seidenrollen kamen der Ökonomie und dem Handel zugute. Darüber hinaus importierten die Kitan auch andere Textilien, Keramik, Tee, Reis und handwerkliche Produkte aus dem Song-Reich; auch Schmuggel über die Grenze wurde getrieben.

### Niedergang
Ab der Mitte des 11. Jahrhunderts beschränkten sich die Kitan zunehmend auf eine Defensivpolitik und versuchten nun den Bestand ihres Reichs durch die Erbauung von Verteidigungsanlagen abzusichern. Zu Beginn des 12. Jahrhunderts beschleunigten Dürren und Überschwemmungen sowie Streit in der Familie des Liao-Kaisers infolge des Fehlens einer festen Thronfolgeregelung den Niedergang des Reiches. Ferner trugen auch zunehmende Konflikte zwischen den als nomadisierende Hirten weiterhin ihren traditionellen Lebensstil pflegenden Kitan und den stärker sinisierten Eliten des Volks am Hof des Liao-Kaisers zur Schwächung des Staats bei. Aguda vereinte viele Stämme der Jurchen, die bisher dem Liao-Reich untertänig waren, zu einer mächtigen Konföderation unter seiner Führung, eroberte 1115/16 die Mandschurei sowie das Stammland der Kitan am Liao-Fluss und gründete nun die Jin-Dynastie. 1120 schlossen die Jurchen mit den Song ein Bündnis gegen die Kitan, mussten aber bei den weiteren Feldzügen gegen deren Staat aufgrund der militärischen Schwäche der Song weiterhin die Hauptlast tragen. 1123 fiel Peking, zwei Jahre später zerschlug die Jin-Dynastie endgültig das Liao-Reich. Den letzten Liao-Kaiser Tianzuodi führten die Jurchen in die Gefangenschaft ab. Ausgrabungen eines reich ausgestatteten Grabes aus der Zeit zwischen 1158 und 1214 in einer Grenzfestung der ostmongolischen Dornod-Provinz zeigen komplexe Verbindungen, die bis nach Südchina bestanden.

## Kaiser

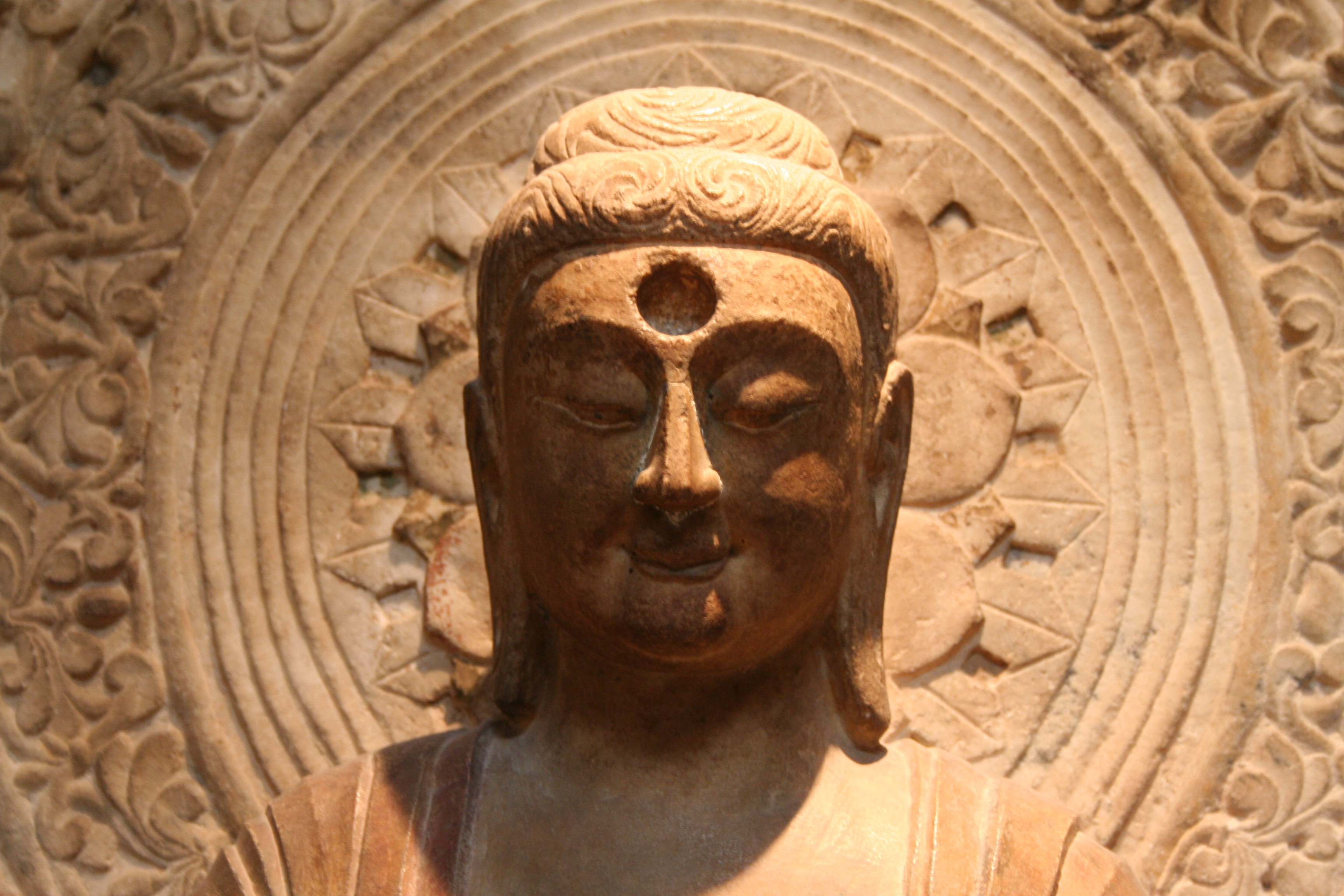
Amitabha-Buddha, Liao-Dynastie, Provinz Hebei

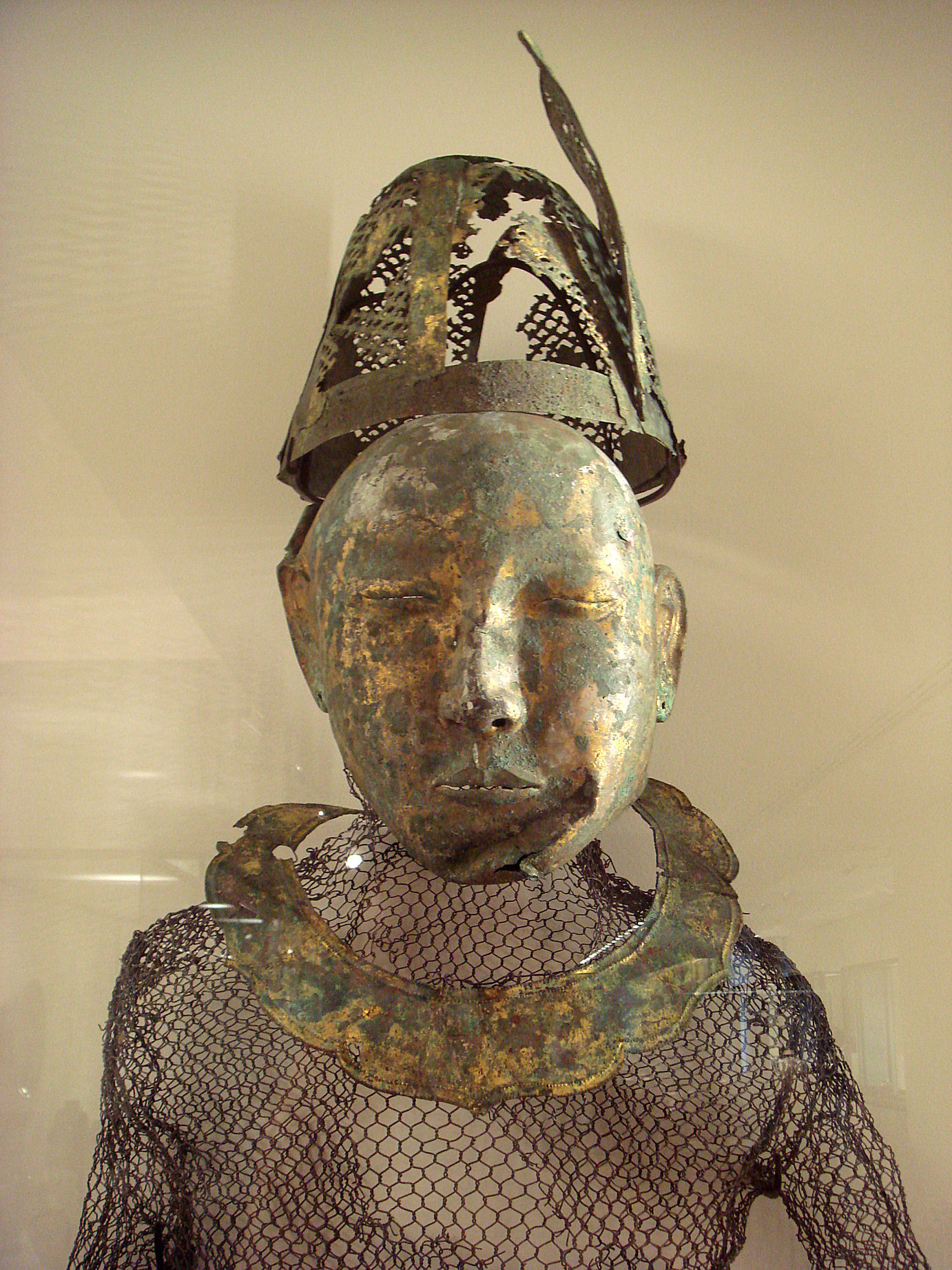
Totenmaske, 10. Jahrhundert

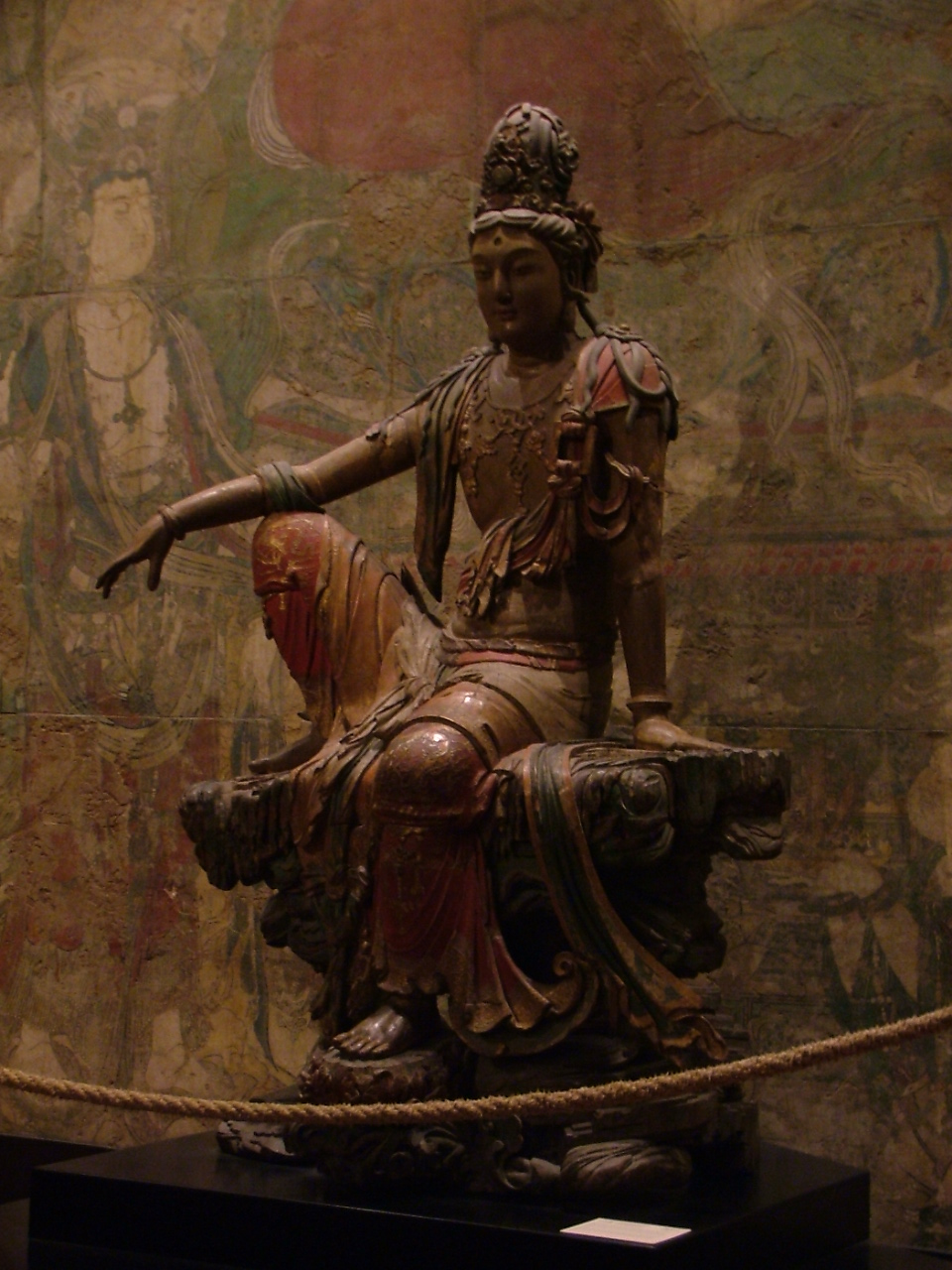
Hölzerne Guanyin-Statue, Liao-Dynastie, Provinz Shanxi

| Tempelname     | Posthumer Titel    | Name                                           | Regierungszeit | Regierungsdevise(n) |
| -------------- | ------------------ | ---------------------------------------------- | -------------- | --- |
| Taizu 太祖     | 大聖大明神烈天皇帝 | Yelü Abaoji (耶律阿保機, Yēlǜ Ābǎojī)          | 907–926        | Shéncè 神冊 916–922 Tiānzàn 天贊 922–926 Tiānxiǎn 天顯 926                                                                                               |
| Taizong 太宗   | 孝武惠文皇帝       | Yelü Deguang 耶律德光 (耶律德光, Yēlǜ Déguāng) | 926–947        | Tiānxiǎn 天顯 927–938 Huìtóng 會同 938–947 Dàtóng 大同 947                                                                                               |
| Shizong 世宗   | 孝和莊憲皇帝       | Yelü Ruan (耶律阮, Yēlǜ Ruǎn)                  | 947–951        | Tiānlù 天祿 947–951 |
| Muzong 穆宗    | 孝安敬正皇帝       | Yelü Jing (耶律璟, Yēlǜ Jǐng)                  | 951–969        | Yìnglì 應曆 951–969 |
| Jingzong 景宗  | 孝成康靖皇帝       | Yelü Xian (耶律賢, Yēlǜ Xián)                  | 969–982        | Bǎoníng 保寧 969–979 Qiánhēng 乾亨 979–982 |
| Shengzong 聖宗 | 文武大孝宣皇帝     | Yelü Longxu (耶律隆緒, Yēlǜ Lóngxù)            | 982–1031       | Qiánhēng 乾亨 982 Tǒnghé 統和 983–1012 Kāitài 開泰 1012–1021 Tàipíng 太平 1021–1031                                                                      |
| Xingzong 興宗  | 神聖孝章皇帝       | Yelü Zongzhen (耶律宗真, Yēlǜ Zōngzhēn)        | 1031–1055      | Jǐngfú 景福 1031–1032 Chóngxī 重熙 1032–1054 |
| Daozong 道宗   | 孝文皇帝           | Yelü Hongji (耶律洪基, Yēlǜ Hóngjī)            | 1055–1101      | Qīngníng 清寧 1055–1064 Xiányōng 咸雍 1065–1074 Tàikāng 太康 bzw. Dàkāng 大康 1075–1084 Dà’ān 大安 1085–1094 Shòuchāng 壽昌 bzw. Shòulóng 壽隆 1095–1101 |
|                | Tianzuodi 天祚帝   | Yelü Yanxi (耶律延禧, Yēlǜ Yánxǐ)              | 1101–1125      | Qiántǒng 乾統 1101–1110 Tiānqìng 天慶 1111–1120 Bǎodà 保大 1121–1125                                                                                     |